# 朱尼厄斯 (紐約州)
朱尼厄斯（英語：Junius）是一個位於美國紐約州塞尼卡縣的鎮。

## 人口
根據2020年美國人口普查的數據，朱尼厄斯的面積為69.55平方千米，當中陸地面積為69.18平方千米，而水域面積為0.37平方千米。當地共有人口1370人，而人口密度為每平方千米20人。